# Oreocharis leiophylla
Oreocharis leiophylla är en tvåhjärtbladig växtart som beskrevs av Wen Tsai Wang. Oreocharis leiophylla ingår i släktet Oreocharis och familjen Gesneriaceae. Inga underarter finns listade i Catalogue of Life.